# Tonganski jezik
Tonganski jezik (lea fakatonga; ISO 639-3: ton), jezik tonganske podskupine polinezijskih jezika kojim govori preko 100.000 Tonganaca, poglavito na Tongi (96,334; 1998), a ostali na Američkoj Samoi, Australiji, Kanadi, Fidžiju, Novom Zelandu, Niue, SAD-u i Vanuatuu. 
Najbliži je niujskom, jeziku Niujaca s otoke Niue. Pripadnci etničke grupe pretežno su monolingualni.
Iz tonganskog u hrvatski jezik ušla je riječ tabu.

## Kalendar
Izvorni tonganski kalendar temelji se na fazama mjeseca a glavna mu je svrha odrediti vrijeme za sadnju i uzgoj slatkog krumpira koji je na Tongi najvažniji prehrambeni proizvod. Kalendar ima 13 mjeseci, to su: Lihamu'a, Lihamui, Vaimu'a, Vaimui, Fakaafu Mo'ui, Fakaaafu Mate, Hilingakelekele, Hilingamea'a, 'Ao'aokimasisiva, Fu'ufu'unekinanga, 'Uluenga, Tanumanga, 'O'oamofanongo.
Današnji suvremeni kalendar ima 12 mjeseci čiji su nazivi nastali od engleskih termina: siječanj (January; Sanuali), veljača (February; Fepueli), ožujak (March; Ma'asi), travanj (April; 'Epeleli), svibanj (May; Mē), lipanj (June; Siune); srpanj (July; Siulai); kolovoz (August; 'Aokosi); rujan (September; Sepitema), listopad (October; 'Okatopa); studeni (November; Nōvema); prosinac (December; Tīsema).

## Vanjske poveznice
- Ethnologue (14th)
- Ethnologue (15h)
- Omniglot